# Aega megalops
Aega megalops là một loài chân đều trong họ Aegidae. Loài này được Norman & Stebbing miêu tả khoa học năm 1886.